# Might & Magic X: Legacy
Might & Magic X: Legacy je fantasy krokovací dungeon, desátá hra z hlavní série Might and Magic. Legacy vyvinulo studio a vydala společnost Ubisoft dne 23. ledna 2014. Hru rozšířil jeden stahovatelný přídavek jménem Might & Magic X: The Falcon & The Unicorn.
Hra byla oficiálně lokalizována do 14 jazyků: angličtiny, němčiny, francouzštiny, italštiny, španělštiny, ruštiny, polštiny, češtiny, maďarštiny, brazilské portugalštiny, rumunštiny, japonštiny, čínštiny a korejštiny.

## Hratelnost
Hráč ovládá čtveřici herních postav, které si na začátku hry buď může vytvořit podle svého nebo si vybrat vývojáři předvytvořenou skupinu. Každá postava může být vytvořena ze čtyř ras (člověk, trpaslík, elf, či ork). Každá rasa má tři specifická povolání (bojové, podpůrné či kouzlící), která předurčují maximální úroveň dovedností postav. Hráč si také může vybrat pohlaví a vzhled (ke každému pohlaví a rase existují pouze dva předpřipravené vzhledy).
Skupina může být v průběhu hraní rozšířena o další dva členy, ti však nebojují a přinášejí jen pasivní bonusy pro hlavní čtveřici. Postavy ničením nepřátel a plněním úkolů získávají zkušenosti, po dosažení jejich určitého počtu postoupí o úroveň výše a mohou přerozdělit několik bodů do svých atributů a dovedností. Dovednosti mají také několik stupňů. Poté, co se nastřádá v jedné dovednosti dostatek bodů, je možné navštívit příslušného trenéra a povýšit dovednost na některý z pokročilých stupňů (expert, mistr, velmistr), což přináší důležité bonusy.

## Příběh
Hra je zasazena deset let po událostech Might & Magic Heroes VI. Skupina čtyř nájezdníků přijíždí na Agynský poloostrov do města Přímořský Sorpigal, aby splnila poslední přání jejich zemřelého mentora a uložila jeho popel ve městě Karthal. Po příjezdu se však dozvídá, že na poloostrově panuje napětí a Karthal je obsazen vzbouřenci bojujícími proti Svaté sokolí říši.

## Přijetí a prodeje
Honza Konfršt udělil Legacy v recenzi na Hrej.cz hodnocení 4/5.